# Encephalartos villosus
Encephalartos villosus ist ein Vertreter der Palmfarne (Cycadales) und gehört zur Gattung der Brotpalmfarne (Encephalartos). Das Art-Epitheton villosus bedeutet behaart und bezieht sich auf die dicht wollige Behaarung der Krone und der jungen Blätter.

## Merkmale

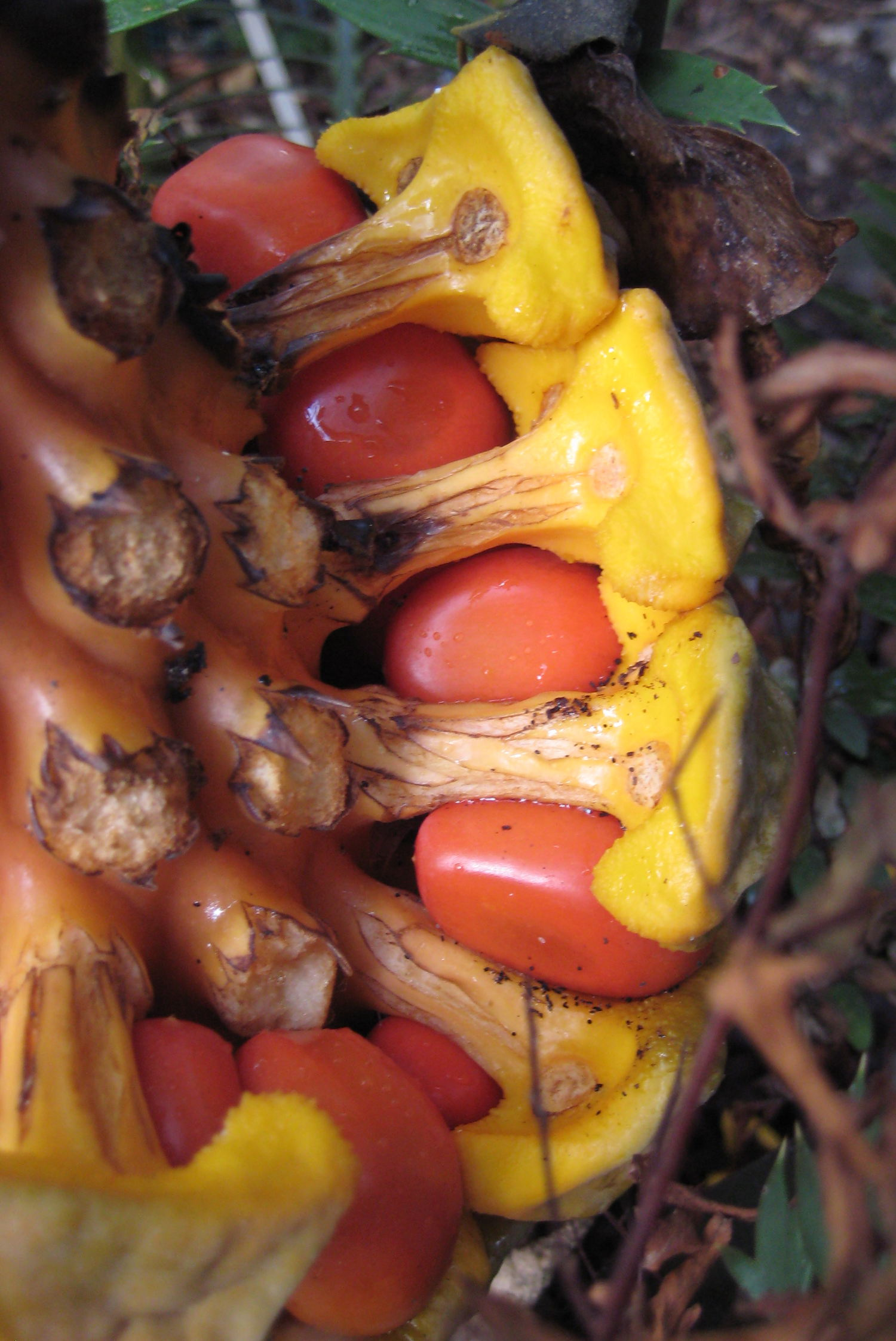
Offener Fruchtstand mit Samen

Die Stämme sind vorwiegend unterirdisch, mehr oder weniger kugelig und ragen selten mehr als 15 cm aus dem Boden. Sie haben einen Durchmesser von 20 bis 30 cm. Durch Wurzelschösslinge bilden sich bei älteren Exemplaren vielköpfige Klumpen. Die Krone ist dicht wollig behaart. Die Wurzeln sind zahlreich, dick, knollig und kontraktil. Die Cataphylle sind dicht behaart, rund 63 mm lang und 25 mm breit.
Die meist 10 bis 20 Blätter sind aufrecht, teils gebogen, hell bis mittel glänzend grün, 1,5 bis 3 m lang, 40 bis 50 cm breit, flach. Junge Blätter sind dicht weiß behaart. Der Blattstiel ist 5 bis 25 cm lang. Die Fiederblättchen sind 20 bis 25 cm lang, 1 bis 2 cm breit, lanzettlich, sichelförmig und mit 0 bis mehreren Dornen versehen. Zur Basis hin sind die Fiederblättchen in der Länge reduziert und enden in einer Dornenreihe.
Die weiblichen Zapfen stehen einzeln bis zu viert. Sie sind fassförmig, 40 bis 50 cm lang bei einem Durchmesser von 16 bis 20 cm. Die Farbe zur Reife ist leuchtend gelb bis aprikosen-gelb. Der Stiel ist 75 bis 138 mm lang. Die Sporophylle haben eine gezähnte untere Kante, die mit dem darunter gelegenen Sporophyll überlappt. Die an der Zapfenoberfläche liegende Seite des Sporophylls ist 40 bis 63 mm hoch und 31 bis 55 mm breit. Die Sarcotesta des Samens ist zur Reife scharlachrot. Die Sklerotesta ist abgeflacht lang eiförmig, 28 bis 31 mm lang, 14 bis 17 mm im Durchmesser, mit 9 bis 12 deutlichen Längsrippe, dazwischen ein Netz von zahlreichen undeutlichen Furchen.
Die männlichen Zapfen stehen einzeln bis zu viert. Sie sind lang kegelförmig, 40 bis 60 cm lang bei einem Durchmesser von 8 bis 10 cm. Die Farbe ist fahlgelb bis gelbgrün. Der Stiel ist 6 bis 16 cm lang. Die Sporophylle sind 3 bis 3,5 cm lang. Die an der Zapfenoberfläche liegende Seite des Sporophylls ist 10 bis 14 mm hoch und 25 bis 34 mm breit. Die Sporangien bedecken die komplette Unterseite der Sporophylle mit Ausnahme eines sterilen Blattrandes.
Die Chromosomenzahl beträgt 2n = 18.

## Verbreitung und Standorte
Die Art ist in Südafrika heimisch. Sie kommt von der Östlichen Kapprovinz, nahe East London, ostwärts durch Transkei und KwaZulu-Natal bis in die südöstlichen Gebiete von Mpumalanga und Eswatini. Sie wachsen im subtropischen Küstengürtel in niederen Wäldern bis in temperate Gebiete mit milden Wintern, vom Meeresniveau bis in 300 m Seehöhe. Die Niederschläge betragen 1000 bis 1250 mm jährlich, die meist im Sommer fallen.
Sie ist eine der verbreitetsten Arten Südafrikas und eine der wenigen Arten, die schattige Standorte bevorzugt. Standortverluste und das Aufsammeln von Pflanzen haben die Zahlen reduziert, die Art gilt aber noch als nicht gefährdet.

## Nutzung
In Südafrika ist sie eine beliebte Gartenpflanze.

## Systematik
Die nächsten Verwandten von Encephalartos villosus sind Encephalartos aplanatus und Encephalartos umbeluzensis. Mit Encephalartos lebomboensis bildet sie natürliche Hybriden, ebenso mit Encephalartos altensteinii.